# Toni Schmid
Toni Schmid (* 22. August 1909 in Furth im Wald; † 16. Mai 1932 am Großen Wiesbachhorn, Österreich) war ein deutscher Bergsteiger.

## Leben
Toni Schmid gehörte in den 1920er Jahren zu einer Gruppe von jungen Bergsteigern, die als „Bergvagabunden“ bezeichnet wurden. Zu dieser Gruppe gehörten außer seinem Bruder Franz z. B. Anderl Heckmair, Hans Ertl, Hans Brehm und Leo Rittler. Zusammen mit seinem Bruder Franz (1905–1992) bestieg Toni Schmid als Erster vom 31. Juli 1931 bis 1. August 1931 das Matterhorn über die Nordwand.
Er stürzte am 16. Mai 1932 bei der Begehung der Nordwestwand des Großen Wiesbachhorn in der Glockner-Gruppe ab. Mit dabei war auch Ernst Krebs, der die Begehung schwerverletzt überlebte.
Post mortem erhielt er mit seinem Bruder für die Erstdurchsteigung des Matterhorns vom IOC den Prix olympique d’alpinisme während der IX. Olympischen Spiele 1932 in Los Angeles verliehen.
Toni Schmid starb im Alter von 22 Jahren.

## Grabstätte
Die Grabstätte von Toni Schmid befindet sich auf dem Münchner Waldfriedhof (Grabnr. 156-W-16).